# Philodendron tenuispadix
Philodendron tenuispadix är en kallaväxtart som beskrevs av Eduardo G. Gonçalves. Philodendron tenuispadix ingår i släktet Philodendron och familjen kallaväxter. Inga underarter finns listade.